# Lluís Juste de Nin
Lluís Juste de Nin (Barcelona 1945-21 de mayo de 2020), fue un dibujante, ilustrador, autor de novelas gráficas y diseñador de moda español.
Conocido por ser un dibujante en la clandestinidad y también por su papel como diseñador y director creativo de la marca de moda Armand Basi. Desde los años 60 estuvo activo en numerosas publicaciones cívicas. Sus viñetas, caricaturas y humor gráfico en distintas publicaciones antifranquistas (PSUC, sindicatos democráticos o Assemblea de Catalunya entre otras.) firmando como el Zurdo,  así como sus ilustraciones de artículos de Manuel Vázquez Montalbán en Mundo Obrero, lo hicieron popular en tiempos de la dictadura y la transición.[cita requerida]

## Biografía
En los años ochenta, y por encargo de la restituida Generalidad de Cataluña, creó el personaje dibujado de La Norma, con textos de Tísner, que fue la base de la primera campaña de normalización de la lengua catalana. También en los años ochenta, entre otras publicaciones, colaboró en la revista Canigó con una página semanal donde dio vida a una serie titulada Petant la xerrada. En ella, a través de sus dibujos se comentaba la efervescente actualidad catalana y española de la época. En dicho periodo, firmaba sus dibujos con el pseudónimo del Zurdo —l'Esquerrà—.
Miembro de una familia de artistas y creadores, en 2004 apareció su primera novela gráfica, “Els Nin. Memòries a llapis d’una família catalana”, editada por Planeta-Agostini y Columna. Con la excusa de un retrato de su familia a lo largo de tres siglos, Juste de Nin presenta una crónica minuciosa del país a través de sus 320 páginas de dibujos en formato cómic y con un estilo deliberadamente manuscrito.[cita requerida]
Para la Cabalgata de Reyes de 2006 de Barcelona, diseñó la carroza y el vestuario dedicados al Año del Libro, donde un Quijote y un Sancho Panza exultantes, rodeados de niños armados con lápices de colores enormes, cabalgaban sobre un  libro con cabeza de Rocinante colosal. La CowParade en Barcelona, la boda de Neptuno en las fiestas de la Mercè o sus dibujos gigantes en La Ciudad de las Personas en medio del Paseo de Gracia fueron distintos ejemplos de las colaboraciones con acciones solidarias y culturales.[cita requerida]

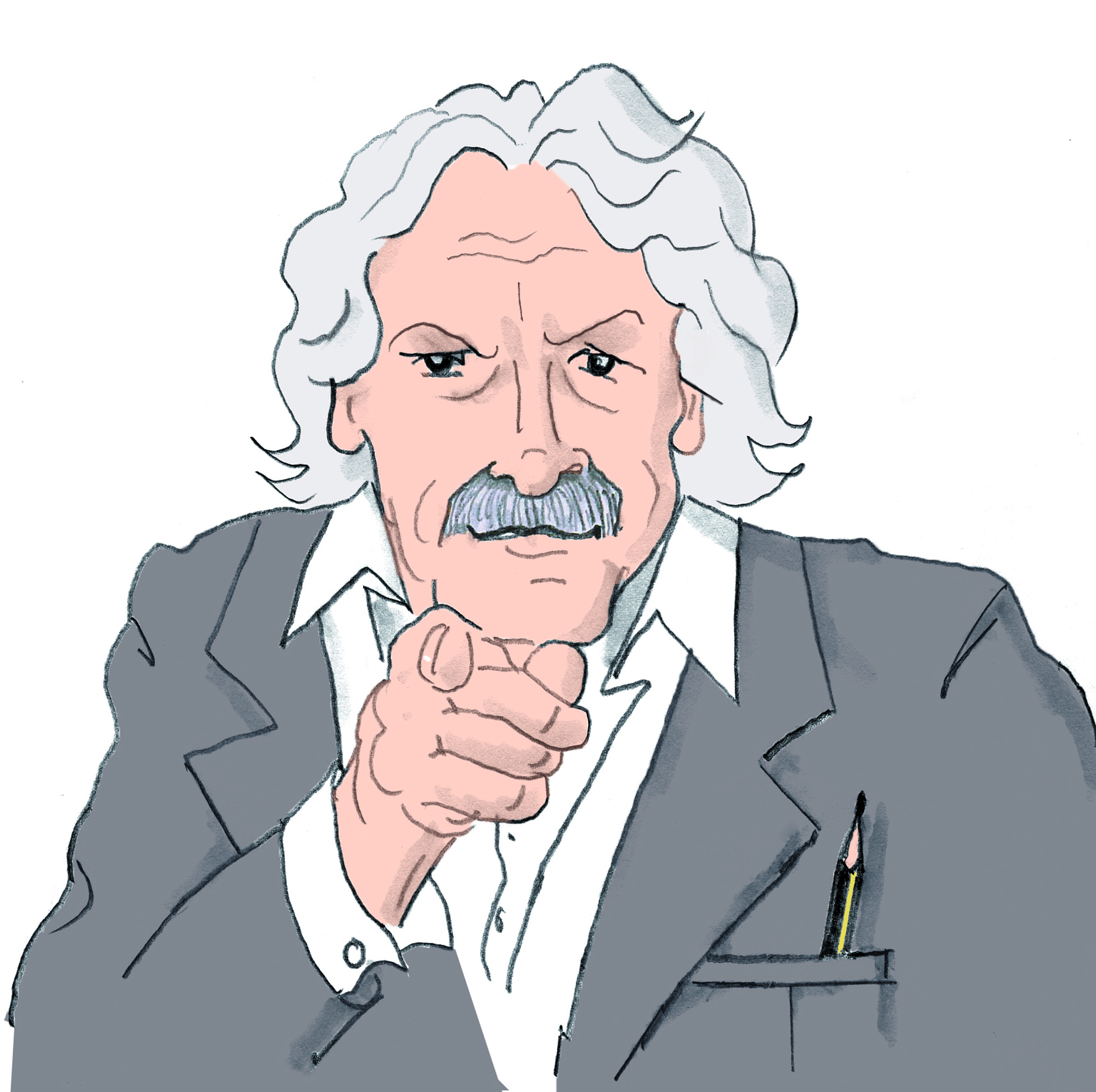
Autorretrato - Lluís Juste de Nin -

En septiembre de 2008, diseñó el vestuario para el estreno mundial de la ópera La Celestina del músico Joaquín Nin-Culmell, estrenada en el Teatro de la Zarzuela de Madrid.
Fue miembro del Cercle Catalanista de l’Ateneu Barcelonès, de la F.A.N (Fundació Andreu Nin), socio de Òmnium Cultural y miembro del patronato del Museo Nacional de Arte de Cataluña (MNAC).[cita requerida]
Falleció el 21 de mayo de 2020 a causa de un cáncer.

## Obra y personajes
En 2007, inicio de la colección de novelas gráficas Cròniques a llapis, dedicada a distintos momentos de la historia de Cataluña entre los siglos XIX y XX, publicada por Edicions de Ponent. La colección se inició con el ejemplar Montecristo 1941, basada en el clásico de Alejandro Dumas, en una versión contemporánea y ambientada en la Barcelona durante el franquismo. La trama de Montecristo 1941 empieza en 1941 y el desenlace coincide con el retorno a Cataluña del presidente Josep Tarradellas.[cita requerida]
Otros números de la colección fueron:
- El guepardo 1970, (2008), basado en la obra de Giuseppe di Lampedusa, comienza a finales de la dictadura y se sitúa de lleno en el periodo de la transición democrática española. El relato finaliza semanas después del intento de golpe de Estado de Tejero y sus superiores.[cita requerida]

- Barcelona 1931. L'Educació Sentimental, (2009), es una adaptación de la obra de Gustave Flaubert, situada en la Barcelona republicana y revolucionaria. Describe la educación sentimental de Frederic Morell, un estudiante de derecho y soñador, en el periodo más convulso de la historia de Cataluña y España, en el que realizó un detallado retrato del momento.[cita requerida]

- El cuarto poder (2010), es una adaptación de la obra del escritor francés Maupassant Bel Ami. El marco es la Barcelona de los años 20, en plena dictadura de Primo de Rivera. Se describe con minuciosidad el mundo de la prensa, así como la vida nocturna de la ciudad.[cita requerida]

- La muntanya  màgica (2011), una adaptación libre de la obra de Thomas Mann, La montaña mágica, que describe el periodo que desde finales del siglo XIX —época en Barcelona de la taberna bohemia Els Quatre Gats— hasta el inicio de la Primera Guerra Mundial.

- La Fira de les vainitas (2012), versión libre de la obra La hoguera de las vanidades de William Thackeray, situada en la Barcelona del siglo XIX: de la fiebre del oro, hasta la Bomba del Liceo el 7 de noviembre de 1893

- La guerra del besavis (2013). Es una historia de amor y guerra en el escenario de la primera guerra carlista (en la Cataluña de 1833).

- Rauxa (La Catalunya Rebel 1925-1931), (2014). Narra las historias del exilio catalán en el París des Anées Folles durante la dictadura de Primo de Rivera. El periodista Pep Pubill, a causa de una grave confusión, debe huir de Barcelona. Una vez en París, se implicará en el movimiento catalanista y vivirá de cerca el extraordinario periplo de Francesc Macià por el mundo: de la conspiración de Prats de Molló a Uruguay, Argentina, Cuba e incluso Nueva York.[cita requerida]

- Quan de tu s'allunya (de l'ocupació de Paris a la caça de bruixes), (2015). Situada en París, junio de 1940. Las tropas alemanas ocupan la capital francesa. Una parte del exilio catalán decide huir, unos a América, otros al Norte de África... Este relato sigue a aquellos que consiguieron instalarse en Nueva York, como por ejemplo Met Miravitlles, el cartelista Fontserè, el dibujante y humorista gráfico anarquista Shum, el fundador del POUM Joaquín Maurin, además del matrimonio Pubill (protagonistas en la novela gráfica Rauxa). Sin embargo, en los Estados Unidos no van a encontrar la estabilidad que buscaban: tras lograr dejar atrás el fascismo de Europa y una vez terminada la Segunda Guerra Mundial, el macartismo los posicionará en una nueva e inesperada realidad.[cita requerida]

- Andreu Nin, siguiendo tus pasos, (2016), ediciones en catalán y castellano). Se sumerge en la vida del revolucionario marxista catalán, fundador junto a Joaquim Maurin del POUM, tanto en el terreno político como en el familiar. Andrés Nin fue asesinado en 1937 por los agentes de Stalin.[cita requerida]

- Ítaca (2016) editado por la Sociedad Cultural Sant Jaume de Premià de Dalt.

- Garbo, el espía catalán que engaño a Hitler (Trilita Ediciones, 2017).[8] Con ediciones en catalán y castellano. Esta es una historia de dos catalanes, uno de ficción, Roger Corbella, y el otro un personaje histórico, Joan Pujol alias Garbo que, de bien jóvenes, coincidieron en la Batalla del Ebro. Este último personaje tuvo un papel importante a la hora de engañar a  Hitler en la toma de Normandía.[cita requerida]

- Vergüenza! (2018) La grandeur touchée.

- El noi, (2019) (Salvador Seguí) Vida y muerte de un hombre libre.

## Novelas gráficas publicadas
- 2004 - Els Nin
- 2007 - Montecristo 1941
- 2008 - El Guepard 1970
- 2009 - Barcelona 1931. L'educació Sentimental
- 2010 - El Quart Poder
- 2011 - La Montanya Màgica
- 2012 - La Fira De Les Vanitats
- 2013 - La Guerra Dels Besavis
- 2014 - Rauxa
- 2015 - Quan De Tu s'allunya
- 2016 - Itaca
- 2016 - Andreu Nin. Siguiendo tus pasos.
- 2017 - Garbo, el espía que engañó a Hitler.
- 2018 - Vergüenza! La grandeur touchée.
- 2019 - El Noi. (Salvador Seguí) Vida y muerte de un hombre libre.

## Reconocimientos
- Medalla Antoni Gaudí a la Creatividad, concedida por el presidente de la Generalitat en 2003.
- Premio Nautilus en la Primera Edición del Premio Internacional del Cómic Ciudad de Badalona-Caixa Layetana 2010, por su trayectoria en el mundo del cómic en catalán.
- Cruz de Sant Jordi en el año 2019 por su trayectoria profesional.